# Banjan (träd)
Banjan (Ficus benghalensis) är en cirka 30 meter hög mullbärsväxt som beskrevs av Carl von Linné. Arten ingår i släktet fikonsläktet och familjen mullbärsväxter. Inga underarter finns listade i Catalogue of Life.. Arten, som ibland kallas det heliga fikonträdet, växer vild i östra Indien men odlas över hela landet, framför allt vid buddhistiska tempel. De luftrötter som växer från trädets grenar kan bilda stora pelarsalar.
Den unga banjanen växer som epifyt, det vill säga uppe i andra träd, i grenklykor och dylikt. Med tiden förkvävs emellertid värdträdet och dör. 

## Ekologi
Banjanens frukter äts av både fåglar och däggdjur. Dess frön sprids av fåglar och studier har visat att frön som passerat en fågels matsmältningskanal har lättare att gro och spirar snabbare.

## I kulturen
Dessa träd anses heliga i Indien och har ofta ett större eller mindre tempel intill, men dyrkas även för sin egen skull, särskilt på en viss fullmånedag under sommaren då fullmånen inträffar nära den sista stjärnan i konstellationen Scorpio.
Även bortsett från denna dyrkan är banjan ett av de mest värmedämpande träden med en stor och djup skugga. Detta var mycket uppskattat av äldre tiders resenärer som under timmar eller dagar kunde utnyttja detta. I byarna blev detta också naturliga samlingsplatser för informella, sociala kontakter på en sval plats.
Uppskattningen av dessa träd är således kopplad både till sakral dyrkan och praktisk nyttighet. Banjanen är därtill Indiens nationalträd.

## Stora exemplar
Den stora banjanen i indiska Botaniska trädgården, Howrah, anses av många vara det största trädet i världen vad gäller omfång.
Två andra välkända stor träd finns i Uttar Pradesh vid Varanasi och vid Bangalore i Karnataka. Omkretsen av hela komplexet av träd med utgångspunkt i en central moderplanta och förbundna med väl synliga rötter mäts i kilometer.

## Bildgalleri

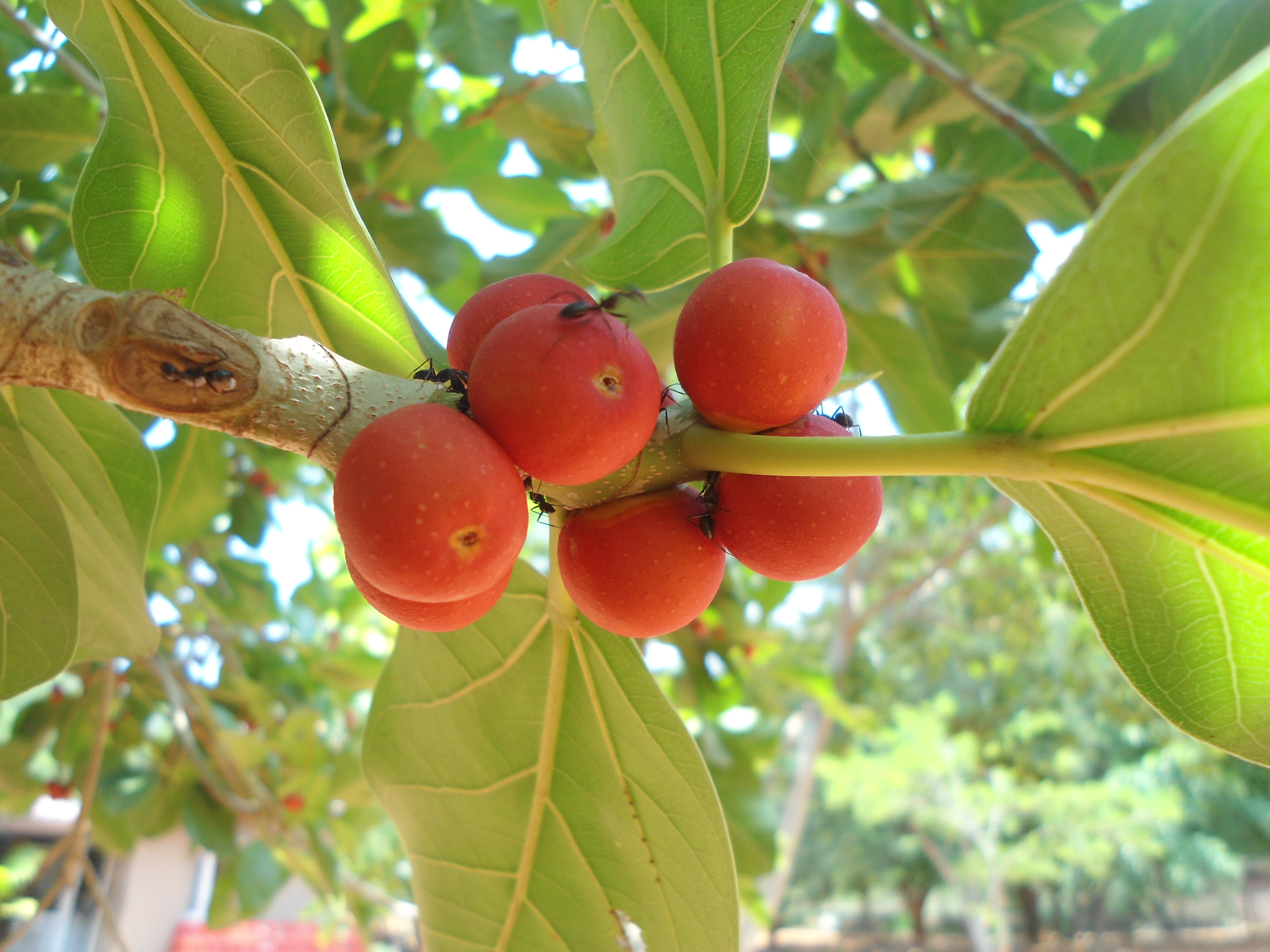
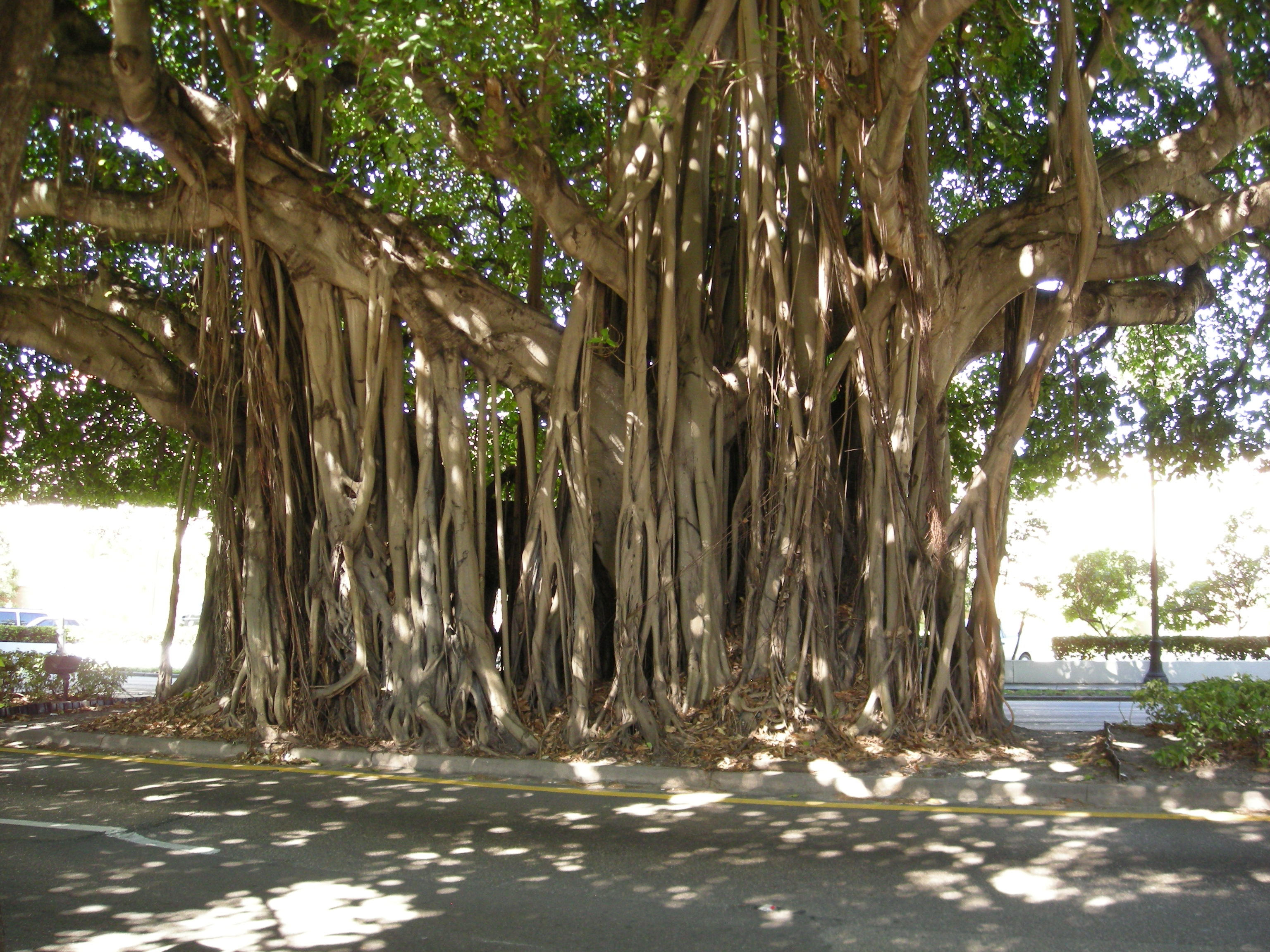
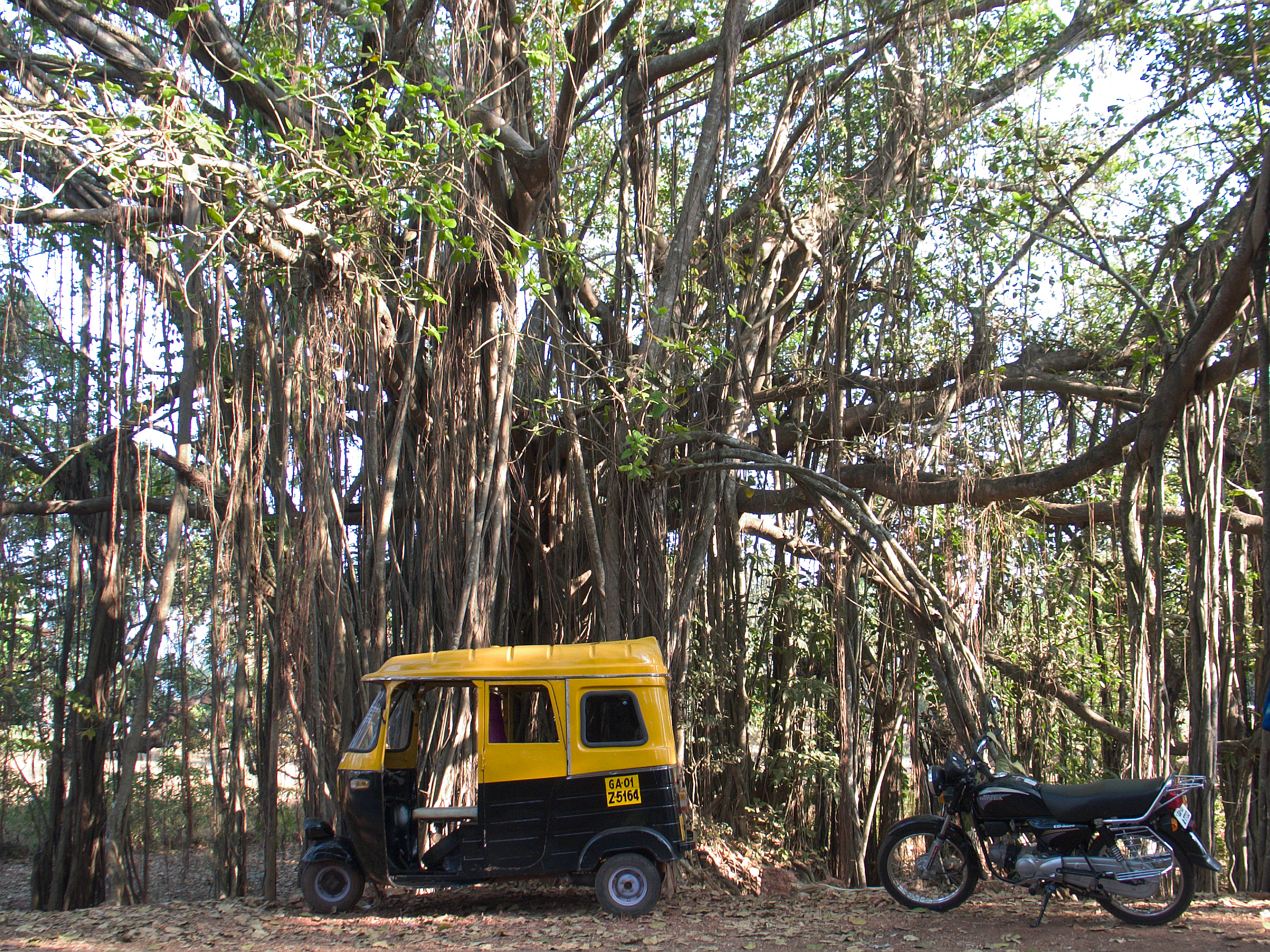